# Broer Scholtens

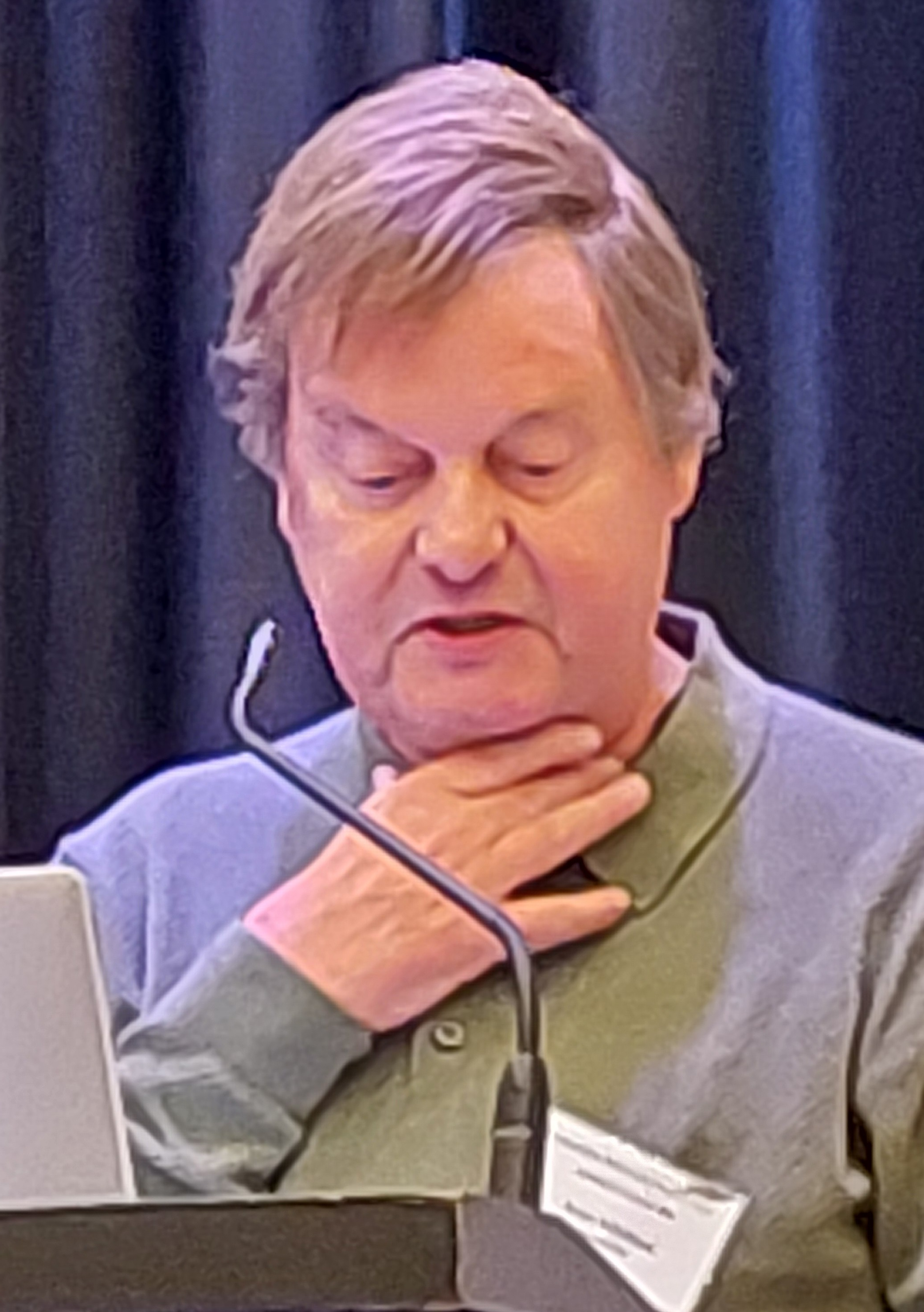
Scholtens in 2024

Broer Bouwe Scholtens (1949) is een Nederlandse journalist met een achtergrond en opleiding in chemie.

## Biografie
Scholtens promoveerde aan de Universiteit Utrecht in 1978 op een proefschrift met de titel Silver vanadium bronzes in relation to solid solution electrodes, een onderwerp dat van belang is voor de ontwikkeling van batterijen.
Tegelijkertijd volgende hij een cursus journalistiek bij het persinstituut van de Universiteit van Amsterdam. Omdat hij niet veel zag in een carrière bij een groot bedrijf als Philips of Shell, koos hij voor de journalistiek, hoewel hij daar minder zou gaan verdienen.
Hij was van 1982 tot 2009 werkzaam als journalist bij de Volkskrant (als opvolger van Hans Friedeman). Hij begon er als wetenschapsjournalist, onder meer met de rubriek De Claim, in het katern wetenschap over de (medische) onderbouwing van productclaims. Later stapte hij tijdelijk over naar economie en schreef hij vooral over technologiebedrijven, maar keerde weer terug om te schrijven voor het kenniskatern.
Hij werkte gedurende vier jaar bij het tijdschrift De Ingenieur, en schreef incidenteel voor andere bladen.
Scholtens was zeven jaar docent wetenschapsjournalistiek aan de Universiteit van Amsterdam en was ook medeoprichter en gedurende de eerste 10 jaar de eerste voorzitter van de Vereniging van Wetenschapsjournalistiek Nederland (VWN).
Na zijn het afscheid bij de Volkskrant begon Scholtens met schrijven voor de Vereniging tegen de Kwakzalverij. In 2024 won hij de Gebroeders Bruinsma Erepenning.

## Werk
Scholtens schreef in zijn journalistieke werk vooral over technologie, energie (waaronder windenergie), gezondheid, voeding en consumentenproducten. Volgens eigen zeggen "vlooide hij als een van de weinige journalisten door onderzoeksrapporten van Shell". Hij schreef dan zowel over de inzichten van oliegigant Shell als die van milieuactivist Greenpeace, bijvoorbeeld in de kwestie van het dumpen van de Brent Spar. Hij werd door sommigen, met name door Willem Beusekamp, beschuldigd van heulen met Shell.
Een spraakmakend artikel schreef hij voor de Volkskrant in 1977 naar aanleiding van een interview met de burgemeester van Seveso. In die Italiaanse stad was een chemische fabriek ontploft, waarbij dioxine vrijkwam.
Voor het tijdschrift Medisch Contact schreef hij incidenteel artikelen over recente ontwikkelingen op medisch gebied. Zo schreef hij in 2010 een artikel over de openbaarmaking van sterftecijfers in Nederlandse ziekenhuizen, waarin hij betoogde dat deze ruwe cijfers weinig zeggen over de kwaliteit van het ziekenhuis. Zo werken sommige ziekenhuizen samen met een hospice, waar de patiënten dan overlijden. Ook kunnen ziekenhuizen een bepaalde specialisatie hebben, bijvoorbeeld in kankerbehandeling, waardoor er meer patiënten overlijden.

## Persoonlijk
Scholtens is gehuwd. Zijn echtgenote is docent Italiaans.
- Digitale Bibliotheek voor de Nederlandse Letteren: scho290
- International Standard Name Identifier: 0000 0000 2691 0396
- Library of Congress Control Number: n88020822
- Nederlandse Thesaurus van Auteursnamen: 072875135
- Virtual International Authority File: 43379217